# You&Me
You&Me è stato un canale televisivo tematico italiano in onda dal 4 aprile 2011 alla posizione 139 della piattaforma televisiva Sky. L'ideatore del canale è David Bouchier You&Me trasmetteva programmi lifestyle, ovvero che dettano stili di vita (moda, costume, fitness, cucina, vita di coppia ecc.)
Il canale era costruito attorno a filoni tematici: musica, celebrità, divertimento, azione, e altri.
La mattina venivano proposti programmi che trattavano di yoga, aerobica, fitness e ballo mentre parte della prima serata era dedicata a programmi riguardanti il paranormale. Il canale ha inoltre trasmesso alcuni anime in fascia notturna tra cui Burst Angel, Samurai 7, Desert Punk, Yattaman, Robotech e Virtua Fighter.
La raccolta pubblicitaria era affidata a PRS Mediagroup.
Il canale ha chiuso il 1º luglio 2012.

## Era in onda su You&Me
- Caribbean Workout
- 10 Anni Più Giovane
- Look Da Star
- Aerobica In Australia
- Cheaters
- The Real World
- Amsterdam Nights
- Soundtrack To My Life
- So You Think You Can Dance
- Il Re Del Rimorchio
- Hollywood Dream Chasers
- Dead Famous
- Milionario In Incognito
- L'Accademia Dei Bulli
- Presenze (US)
- On The Record
- Beach Patrol
- Sin Cities
- Burst Angel
- Country
- Concerto
- Yoga con Shiva Rea
- Dance